# شاتون
شاتون (به روسی: шатун) (به انگلیسی: connecting rod) اهرمی است که در موتورهای پیستونی حرکت خطی پیستون را به حرکت چرخشی میل لنگ تبدیل می‌کند.
میان شاتون و میل‌لنگ یاتاقان قرار دارد تا در صورت نرسیدن روانکار، اصطکاک بین شاتون و میل لنگ باعث سایش و یاتاقان زدن موتور نشود. معمولاً در موتورهای پیستونی شاتون را از جنس فولاد می‌سازند.

شاتون موتور پیکان

شاتون موتور TU5، پژو ۲۰۶

شاتون موتور XU7، پژو ۴۰۵

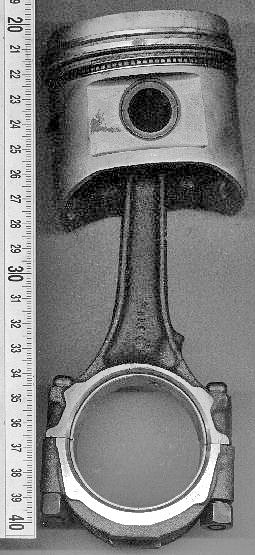
شاتون.

## ساختمان شاتون
شاتون تا حد امکان سبک ساخته می‌شود؛ ولی در عین حال به اندازه لازم سخت و محکم و چقر می‌باشد. برای تأمین شرایط فوق معمولاً شاتون را از جنس فولاد می‌سازند این استحکام برای شاتون ضروری است چرا که می‌بایست تنش‌های کششی و خمشی حاصل از کار پیستون را تحمل کرده و دچار خمش نشود. معمولاً در سمت چپ شاتون (با توجه به علامت f یا فلش روی تاج پیستون) سوراخ یا زائده‌ای برای روغن کاری سمت پر فشار سیلندر قرار می‌گیرد.

## اجزای شاتون
شاتون دارای دو سر و یک ساقه می‌باشد. چنانچه مقطع عرضی ساقه شاتون را در نظر بگیریم به شکل حرف (I) در زبان انگلیسی می‌باشد؛ یعنی در میان فرورفته و در کناره‌ها برجسته می‌باشد (اگر از روبرو به یک تیر آهن که به حالت افقی قرار گرفته‌است نگاه کنید، می‌توانید به صورت تقریبی سطح مقطع ساقه شاتون را ببینید).
سرهای شاتون با یکدیگر اختلاف اندازه دارند، بدین شکل که شاتون دارای یک سر کوچک در بالا (جایی که به پیستون متصل می‌شود) و یک سر بزرگ در پایین (محل اتصال شاتون به میل لنگ) می‌باشد. معمولاً سر کوچک شاتون به صورت یکپارچه است و سر بزرگ آن به صورت دو تکه ساخته می‌شود که با کمک پیچ و مهره به هم متصل می‌شوند، اما در بعضی از موتورها هر دو سر شاتون یکپارچه است و در این نوع موتورها برای نصب و جداسازی شاتون میل لنگ را به صورت قطعات مجزا طراحی کرده‌اند که بهم متصل می‌شوند.
سر کوچک شاتون تشکیل یک یاتاقان را می‌دهد که گژنپین یا انگشتی از داخل آن می‌گذرد در داخل این یاتاقان معمولاً یک (بوش به آستریهای قابل تعویض گفته می‌شود که در سطوح داخلی در معرض سایش نصب می‌شوند) از جنس مس یا برنج قرار می‌دهند که در تماس با گژنپین می‌باشد.
سر بزرگ شاتون به شکل یک یاتاقان دو تکه است که متحرک نیز می‌باشد (یعنی لنگ میل لنگ در داخل این یاتاقان دارای چرخش می‌باشد) و لنگ میل لنگ را در بر می‌گیرد. نیمه بالایی این یاتاقان با ساقه شاتون به شکل یکپارچه فورج می‌شود؛ و نیمه پایینی آن که کپه یاتاقان خوانده می‌شود به‌وسیله دو عدد پیچ یا مهره به نیمه بالایی متصل می‌گردد.
در داخل سر بزرگ شاتون نیز می‌بایست بوش قرار داده می‌شود لیکن چون خود یاتاقان شاتون دو تکه است این بوش نیز به صورت دو عدد نیم بوش در داخل نیمه بالایی و نیمه پایینی سر بزرگ شاتون جاگذاری می‌شوند. این بوش بین لنگ میل لنگ و انتهای بزرگ شاتون قرار می‌گیرد؛ و هدف از استفاده از آن کاهش سایش و فرسودگی بر اثر اصطکاک است.

## طول شاتون و دور موتور
دور موتور خودرو و میزانی که گشتاور تولید میکند تا حد زیادی به طول شاتون بستگی دارد. یعنی در خودروهای مختلف با قدرت موتور های مختلف طول شاتون تفاوت دارد. در زمان طراحی موتور طراحی این طول را بسته به توان موتور مشخص میکند. 
هر چقدر طول شاتون کمتر باشد دور موتور نیز بیشتر خواهد بود و بر عکس. وقتی طول شاتون کم است نیروی ناشی از احتراق سریعتر به حرکت میل لنگ تبدیل میشود و دور بیشتری ایجاد میکند. از طرف دیگر وقتی طول شاتون زیاد است در هنگام حرکت گشتاور بیشتری ایجاد میکند.
در خودروهای مسابقه ای که نیاز به دور موتور بیشتری است طول شاتون ها کوتاه تر است.

## تولید کنندگان شاتون در ایران
شرکت شتابکار به عنوان اولین تولید کننده شاتون در ایران می باشد که فرآیند تولید شاتون های OHV، OHVG، XU9، XU7، EFD ، TU5 و EF7 را برای اولین بار در ایران انجام داده است.
بعد از تولید شاتون در شرکت شتابکار دو کارخانه دیگر نیز به  تولید آن را آغاز کردند یکی از آنها شرکت مهندسی روان فن آور (رفاکو) که در شهرک صنعتی گلپایگان واقع شده و دیگری شرکت رزمیاران که در نایین استان اصفهان واقع شده